# Hùng Cường (nghệ sĩ)
Hùng Cường (tên thật: Trần Kim Cường, 21 tháng 12 năm 1936 – 1 tháng 5 năm 1996) là một ca sĩ, nghệ sĩ cải lương, kịch sĩ và diễn viên điện ảnh người Việt Nam. Ông nổi tiếng từ thập niên 1950 tại Sài Gòn với những ca khúc nhạc tiền chiến và sau là nhạc vàng. Ông còn là tác giả của nhiều ca khúc. Bên cải lương, ông kết hợp với nghệ sĩ Bạch Tuyết tạo thành cặp sóng thần cải lương cực kỳ nổi tiếng thập niên 1960–1970 và bên tân nhạc, ông kết hợp với ca sĩ Mai Lệ Huyền tạo thành cặp sóng thần của tân nhạc khi ấy với thể loại "kích động nhạc". Ông dùng bút danh Nhất Quốc Tâm khi sáng tác thơ.
Cùng với Duy Khánh, Chế Linh và Nhật Trường, ông được xem như là một trong bốn giọng nam nổi tiếng nhất của tân nhạc miền Nam và được người đời xưng tụng là "Tứ trụ nhạc vàng".

## Cuộc đời và sự nghiệp
Ông sinh ngày 21 tháng 12 năm 1936 tại Hải Phòng, có mẹ là cựu nữ sinh trường Bonnal Hải Phòng, cha là thủy thủ tàu viễn dương quê Bến Tre. Năm 1937, cha ông lái tàu đón vợ con vào Bến Tre ra mắt nhà nội. Khi ông lên 4 tuổi thì cả gia đình chuyển lên Sài Gòn sống ở đường Phát Diệm (nay là đường Trần Đình Xu, Quận 1) gần rạp Quốc Thanh. Ngay từ khi còn là học sinh Trường Trung học Trần Hưng Đạo, ông đã có thể tự sáng tác và biểu diễn những bài hát học sinh trong các lần hội diễn của trường. Sau khi học xong “tú tài”, ông chính thức theo nghiệp ca hát tại các vũ trường Kim Sơn và Baccara.
Ngay từ năm 1954–1955, Hùng Cường đã nổi tiếng với các nhạc phẩm “tiền chiến” như: Ông lái đò, Vọng ngày xanh, Sơn nữ ca và Đường xưa lối cũ. Tất cả đều được thu đĩa và đạt số bán kỷ lục ở Sài Gòn bấy giờ. Đầu thập niên 1960, Hùng Cường và Mai Lệ Huyền chuyển sang thể loại nhạc vàng, tạo nên một không khí mới mẻ trong nền âm nhạc thời đó. Ông cũng được xem là người đào hoa vì có nhiều người tình nhất Sài Gòn thời bấy giờ.

### Tay ngang thành kép chính lý tưởng
Ông vốn là ca sĩ hát tân nhạc, nhưng năm 1959, ông bất ngờ xuất hiện trên sân khấu cải lương trong vai chính và thành công vang dội. Đó là điều khá phi thường vì vào thời điểm đó, một người theo đoàn cải lương phải mất ít nhất 2–3 năm làm “giàn bao” mới lên được vai phụ, rồi cũng mất chừng ấy thời gian mới lên được vai chính nếu thực sự có tài và khổ luyện. Với nền móng nhạc lý vững vàng, cộng với chất giọng đã được trui rèn và sự kiên trì, cố gắng khổ luyện, ông đã mạnh dạn bước lên sân khấu cải lương và khẳng định ngay tên tuổi của mình. Kể từ đó, trên bầu trời cải lương Việt Nam Cộng hòa xuất hiện ngôi sao rực sáng, ông đã giúp cho tiếng tăm và doanh thu của đoàn Ngọc Kiều cải thiện đáng kể. Với vóc dáng “sáng” sân khấu, chất giọng tenor khỏe, lối diễn xuất vừa tự nhiên vừa tự tin và rất hợp lý cùng những bài bản cải lương đã được luyện tập kỹ càng, Hùng Cường đã thành công vang dội ngay từ vai diễn đầu.
Tức thì, chủ đoàn Ngọc Kiều ký tiếp hợp đồng với Hùng Cường để hát vai chính trong kịch bản mới Tuyết phủ chiều đông khai trương tại rạp Viễn Trường (Mỹ Tho, Tiền Giang) sau một tháng tập dượt. Hùng Cường đã mướn riêng một nhạc sĩ cổ nhạc đến nhà ông luyện tập ngày đêm. Ngoài ra, ông rất nhạy bén, biết được sở đoản, sở trường của mình, nên đã phối hợp với soạn giả cải lương lồng vào kịch bản khá nhiều đoạn tân nhạc, khai thác đúng tài năng của ông.
Tuyết phủ chiều đông của soạn giả Bạch Yến Lan và giọng hát mới Hùng Cường đã tạo nên một sự kiện chấn động "thánh địa cải lương" Mỹ Tho. Rạp Viễn Trường đầy kín từ chỗ ngồi đến chỗ đứng, bên ngoài còn dư khán giả gần nửa rạp.

Tiếp theo, đoàn Ngọc Kiều dựng tiếp vở cải lương Màu tím đèn hoa giấy, khai trương tưng bừng tại rạp hát Nguyễn Văn Hảo năm 1960, rồi tiếp tục lưu diễn nhiều tỉnh, thị xã lớn ở miền Tây. Hùng Cường đóng vai Kha Phong – kiếm sĩ Phù Tang điêu luyện, bên cạnh tài danh Ngọc Đáng. "Ngôi sao" cải lương Hùng Cường rực sáng từ đó.

Hùng Cường và Mai Lệ Huyền.

Ông và nghệ sĩ Bạch Tuyết kết hợp lại thành cặp "sóng thần" rất nổi tiếng ở Sài Gòn thập niên 1960. Nổi tiếng tới mức làm lu mờ những cặp đôi khác và chuyện tình giữa Bạch Tuyết với danh thủ Phạm Huỳnh Tam Lang được thêu dệt nhờ đó mà ra.

### Nhạc kích động và Nhạc lính
Sau khi bước sang lĩnh vực cải lương và thành công vang dội, Hùng Cường vẫn tiếp tục gắn bó với sân khấu ca nhạc và lại làm người hâm mộ quay cuồng theo ông với một thể loại nhạc mới lạ lần đầu tiên xuất hiện ở Sài Gòn – "Nhạc kích động", như cách gọi của nhiều người lúc đó là nhạc giật, một dạng pop-rock đã được Việt Nam hóa. Nhạc kích động với giọng ca Hùng Cường chỉ thực sự đạt đỉnh cao khi phối hợp cùng Mai Lệ Huyền – một ca sĩ nữ cũng "quậy" không kém. Những ca khúc tươi vui và “kích động” như: "Hai trái tim vàng", "Vì chưa ngỏ ý" và "Túp lều lý tưởng". đã làm sôi động giới trẻ miền Nam Việt Nam cuối thập niên 1960 – đầu thập niên 1970.

### Đóng phim, viết nhạc, đóng kịch
Sau ca nhạc, cải lương, Hùng Cường tiếp tục “lấn sân” sang điện ảnh. Hàng loạt các phim do Hùng Cường thủ vai chính được người xem chú ý thời bấy giờ như: Chân trời tím, Mãnh lực đồng tiền, Còn gì cho nhau, Nắng chiều, Ly rượu mừng và Vết thù trên lưng ngựa hoang. Lúc mới bước sang điện ảnh, Hùng Cường bị châm chích rất ác ý, chê bai là “cải lương”. Thế nhưng, sau khi thành công với phim đầu tiên “Chân trời tím”, nhiều hãng phim đã mời Hùng Cường cộng tác và phim nào có tên ông cũng ăn khách. Hãng phim Kim Thân đã trả thù lao khá cao để mời Hùng Cường và Mai Lệ Huyền đóng cặp trong phim “Mãnh lực đồng tiền”.
Theo chân Hùng Cường, nhiều đào kép cải lương khác ở Sài Gòn cũng tham gia đóng phim, mà nổi hơn cả là Thanh Nga và Mộng Tuyền. Lúc đầu, các nữ tài tử điện ảnh rất ngại đóng cặp với kép hát cải lương, trong đó có Hùng Cường. Theo báo chí thời ấy, công ty phim truyện Liên Ảnh trước khi mời Kim Vui đã có ngỏ ý mời Thẩm Thúy Hằng đóng cặp với Hùng Cường, nhưng Thẩm Thúy Hằng từ chối, có lẽ do "định kiến" ấy.
Vào thập niên 1960, khi cải lương đang chiếm lĩnh Sài Gòn, một nhóm kịch sĩ đứng đầu là Vân Hùng, La Thoại Tân, Hùng Cường hợp cùng nghệ sĩ Kim Cương, Thẩm Thúy Hằng và ca sĩ Túy Hồng tạo nên "đặc chủng" nghệ thuật mới mang tên Kịch nghệ Sài Gòn. Kịch Sài Gòn ra đời muộn, không ồn ào, không thu hút ngay được nhiều khán giả tới rạp, nhưng dần dần cũng tạo được chỗ đứng. Ngoài kỳ nữ Kim Cương vốn là con nhà nòi về kịch nói, số còn lại đều từ điện ảnh, ca nhạc sang. Có thể nói, chính những cái tên như Thẩm Thúy Hằng, Hùng Cường đã lôi kéo một lượng khán giả không nhỏ, giúp sân khấu kịch Sài Gòn có chỗ đứng và phát triển dần.
Ông được nhiều người cho là một nghệ sĩ đa tài, bởi ông thành công ở các lĩnh vực điện ảnh, ca nhạc, cải lương và kịch.
Sau sự kiện 30 tháng 4 năm 1975, ông nhiều lần vượt biên nhưng bị bắt và sau đó bị tù. Trong phong trào đả phá văn hóa phẩm đồi trụy giai đoạn 1977–1978, theo chính lời Hùng Cường, tấm bích chương chụp ông và nữ minh tinh Kim Vui bận đồ tắm trong một cảnh phim Chân trời tím được đặt ở lối ra vào khu triển lãm "tội ác Mĩ-ngụy" như một bằng chứng sinh động về "lối sống xa hoa trụy lạc" của thanh niên Sài Gòn thời Việt Nam Cộng hòa. Vì thế, dù được cơ quan tuyên huấn nhiều lần triệu tập đề nghị tham gia Phong trào Ca khúc Chính trị nhưng ông từ chối. Tuy nhiên, cuối cùng ông cũng sang được Hoa Kỳ vào ngày 28 tháng 2 năm 1981. Ông cư ngụ tại Garden Grove, California, tiếp tục hoạt động âm nhạc.
Ông dùng bút danh Nhất Quốc Tâm khi sáng tác thơ.
Ông qua đời ngày 1 tháng 5 năm 1996 tại bệnh viện Fountain Valley, quận Cam, California, hưởng dương 59 tuổi. Tại Bến Tre, các con ông đồng lập mộ ông.

### Tư tưởng
Hùng Cường có tư tưởng chống chủ nghĩa cộng sản quyết liệt, nhiều người cho rằng ông chống cộng đến mức cực đoan. Ông từng vào trại cải tạo sau năm 1975, sau khi được trả tự do, ông được sự giúp đỡ của các thuyền nhân vượt biên với câu nói trứ danh "Đố ai bắt được chim Cường". Những năm cuối đời, ông có theo nghe buổi nói chuyện của bà Thanh Hải.

### Đời tư
Hùng Cường được cho là nghệ sĩ đào hoa nhất Sài Gòn, nhưng cuộc đời sau ánh đèn sân khấu của ông lại ít người biết đến. Ông kết hôn với bà Huỳnh Thị Bê (từng là hoa khôi trường Bùi Thị Xuân, Đà Lạt) khi mới 20 tuổi, cuộc hôn nhân kéo dài 18 năm với kết quả là năm người con gồm Quang Bình (sinh năm 1957), Quang Đại (sinh năm 1959), Phương Giao (sinh năm 1961), Phương Huy (sinh năm 1963) và Phương Uyên (sinh năm 1965 và mất vào tháng 8 năm 1975 do sốt xuất huyết). Trong đó Quang Bình và Phương Giao nối nghiệp bố theo con đường ca hát, còn Quang Đại theo đuổi sự nghiệp đạo diễn. Cuối năm 1982, ông tái hôn tại Paris và có thêm một người con gái. Nghệ sĩ Trang Thanh Lan từng là vợ của Quang Bình và là con dâu của nghệ sĩ Hùng Cường.

## Sáng tác
- Bi Đông ơi giã từ
- Buồn nào hơn
- Cánh hoa chiều mưa
- Còn trong tầm tay
- Cuộc tình buồn
- Cho em tâm sự này
- Đảo hẹn hò
- Đâu cội đâu nguồn
- Đêm trao kỷ niệm
- Đừng giận nhau
- Gửi bạn phương trời
- Gửi chút ước mơ
- Hành khúc người trở lại
- Hãy cứ nói thẳng (tân cổ)
- Mối tình đầu
- Mùa xuân Cali
- Ngày đó em đi (nhạc  Huỳnh Anh)
- Như mộng hãi hùng
- Như thập giá ca
- Sao anh chưa về (vọng cổ)
- Sao em không ngủ
- Tâm khúc người về
- Tại anh hay tại em
- Thương ca niệm khúc
- Tình nào hỡi em
- Tình trăng Bến Hải
- Tôi đi
- Trăng Cam Ly
- Tưởng niệm ca
- Về thăm xứ lạnh
- Việt Nam yêu ơi
- Xin trả cho trọn
- Yêu người điên

## Vai diễn nổi bật

### Cải lương
| Tên                       | Tác giả                                   | Vai diễn                         |
| ------------------------- | ----------------------------------------- | -------------------------------- |
| Cho trọn cuộc tình        | Yên Ba                                    | Hoàng Dũng                       |
| Chuyện tình An Lộc Sơn    | Thế Châu                                  | An Lộc Sơn                       |
| Chuyện tình Hàn Mặc Tử    | NSND Viễn Châu                            | Hàn Mặc Tử                       |
| Cung thương sầu nguyệt hạ | Nguyễn Du; Đức Phú (chuyển thể)           | Từ Hải                           |
| Gái rừng ma               | Thu An                                    | Đinh Chung                       |
| Má hồng phận bạc          | Nguyễn Du; Quy Sắc – Đức Phú (chuyển thể) | Thúc Sinh                        |
| Nạn con rơi               | Trần Hà                                   | Quý                              |
| Nợ tình                   | Ngọc Điệp                                 | Tấn                              |
| Nữ hoàng về đêm           | Hoàng Khâm                                | Cường                            |
| Nửa đời hương phấn        | Hà Triều – Hoa Phượng                     | Tùng                             |
| Tướng cướp Bạch Hải Đường | Nguyễn Huỳnh                              | Bạch Hải Đường (Đặng Hoàng Minh) |
| Tuyệt tình ca             | Hoa Phượng – Ngọc Điệp                    | Nhân                             |
| Yêu người điên            | Thiếu Linh                                | Vân Châu                         |

### Chặp cải lương
Thời lượng từ 15 đến 40 phút.
| Tên                   | Tác giả                                           | Vai diễn        |
| --------------------- | ------------------------------------------------- | --------------- |
| Anh hùng xạ điêu      | Hà Triều – Hoa Phượng                             | Hoàng Nhan Liệt |
| Sương khuya lạnh lùng | Hà Triều – NSND Viễn Châu                         | Linh            |
| Tây du ký             | Ngô Thừa Ân; Nguyễn Phương – Yên Sơn (chuyển thể) | Tôn Ngộ Không   |
| Thanh Xà Bạch Xà      | Hoàng Minh Giang – Phạm Đình Khiết – Phượng Linh  | Hứa Tiên        |
| Tôn Tẫn giả điên      | NSND Viễn Châu                                    | Tôn Tẫn         |

## Tân cổ và vọng cổ

### Tân cổ
- 24 giờ phép
- Đám cưới đầu xuân
- Đón xuân này nhớ xuân xưa
- Đồn vắng chiều xuân
- Gửi niềm thương nhớ
- Hai chuyến tàu đêm
- Hoa tím em cài lên áo chiến
- Khúc ca Đồng Tháp
- Kẻ ở miền xa
- Lời chúc đầu năm
- Lời nguyện cầu nửa đêm
- Món quà giáng sinh
- Ngày xưa anh nói
- Nhớ một chiều xuân
- Ngủ đi em
- Tình không biên giới
- Xóm đêm
- Xin anh giữ trọn tình quê

## Phim ảnh
- Bão tình (1972)
- Nắng chiều (1973)
- Mãnh lực đồng tiền
- Chân trời tím (1971)
- Vết thù trên lưng ngựa hoang
- Yêu em vào cõi chết (Anh yêu em)

## Album

### Hùng Cường hải ngoại
- Hùng Cường 1: Niềm đau quê hương (1981)
- Hùng Cừơng 2: Bài học 30 tháng tư
- Hừng Cường 3: Tình yêu xanh, tội ác đỏ
- Hùng Cường 4: Người yêu tôi khóc (1983)
- Hùng Cường 5: Nhớ người yêu (1984)
- Hùng Cương 6: Bi khúc đôi hồng (1984)
- Hùng Cương 6: Bức tường đã ngã (1990), với Mai Lệ Huyền, Thế Loan
- Hùng Cương 7: Ông lái đò... Vọng ngày xanh (1991)
- Hùng Cương 8: Trọn vở bi ca kịch dân tộc
- Hùng Cương 9: Những trái tim Việt Nam (1986), Điễm Chi, Châu Đình An, Hồ Văn Sinh

### Trung tâm khác
- Sóng Nhạc : Tình chú Thoòng
- Thanh Lan 65: Tùng Giang Kích Động Nhạc (1985), với Mai Lệ Huyền, Trương Duy, Đoan Hồng
- Kim Ngân 4 / Thúy Anh CD 43: Hai trái tim vàng (1986), với Mai Lệ Huyền
- Thúy Anh 9 / CD47: Mùa sầu riêng (1987), với Mai Lệ Huyền, Thanh Phong, Hương Lan
- Quỳnh Như 4 : Thi Ca Ba Miền (1988), với Elvis Phương, Minh Hiếu, Thiên Trang, Thanh Thúy, Quỳnh Như
- Mimosa 16 / CD27: Lính mà em (1992), với Mai Lệ Huyền
- Mimosa 18 / CD30: Ai yêu em hơn anh (1993), với Mai Lệ Huyền
- Làng Văn 143 / CD 106: Ngày Cưới Em 2 (1992) với Mai Lệ Huyền, Sơn Ca, Khánh Dũng, Duy Khánh
- Mai Ngọc Khánh 17: Dắt nhau vào mộng (1992), với Mai Lệ Huyền
- Mai Ngọc Khánh 21: Lính dù lên điểm (1992), với Mai Lệ Huyền
- Mai Ngọc Khánh 75: 100 phần 100 (1997)
- Mai Ngọc Khánh 76: Tướng cướp Bạch Hải Đường (1997)
- Mai Ngọc Khánh 77: Ông lái đò (1997)
- Mai Ngọc Khánh 85: Tình khúc Hùng Cường
- Mai Ngọc Khánh 86: Sài Gòn ơi vĩnh biệt, với Mai Ngọc Khánh
- Mai Ngọc Khánh 89: 60 năm cuộc đời (tái bản băng Hùng Cường 5)

## Thể loại
| Ông hoàng cải lương trước năm 1975 |
| --- |
| Út Trà Ôn \| Hữu Phước \| Thành Được \| Hùng Cường \| Minh Cảnh \| Tấn Tài \| Phương Quang \| Thanh Sang \| Minh Phụng \| Thanh Tòng \| Minh Vương \| Thanh Tuấn \| Trọng Hữu \| Chí Tâm |